# Mölledammen (Risekatslösa socken, Skåne)
Mölledammen är en sjö i Bjuvs kommun i Skåne och ingår i Vege ås huvudavrinningsområde.